# Alemão (ur. 1989)
Alemão, właśc. José Carlos Tofolo Júnior (ur. 2 marca 1989 w Valinhos) – brazylijski piłkarz pochodzenia włoskiego występujący na pozycji napastnika, obecnie zawodnik meksykańskiego Cruz Azul.

## Kariera klubowa
Alemão jest wychowankiem akademii juniorskiej jednego z największych klubów w Brazylii – Santos FC, z którym podpisał profesjonalny kontrakt już jako szesnastolatek, będąc uznawanym za jeden z większych talentów w ekipie. W pierwszej drużynie zadebiutował w wieku osiemnastu lat w styczniu 2008 w lidze stanowej – Campeonato Paulista, dzięki kontuzji podstawowego napastnika Klébera Pereiry. Niedługo potem został wypatrzony przez wysłanników włoskiego Udinese Calcio, który zasilił na zasadzie wolnego transferu w lipcu 2008. Nie mógł jednak zostać zgłoszony do rozgrywek Serie A ze względu na obowiązujący limit graczy spoza Unii Europejskiej; ponadto jego macierzysty klub wciąż rościł sobie prawa do jego karty zawodniczej, wskutek czego zawodnik musiał pozostać w Santosie przez kolejny rok. Skonfliktowany z zarządem klubu, nie rozegrał jednak w tym czasie żadnego spotkania, a do Udinese dołączył dopiero w lipcu 2009. W ekipie tej spędził dwanaście miesięcy, występując wyłącznie w młodzieżowych rozgrywkach Primavery.
Latem 2010 Alemão na zasadzie współwłasności został zawodnikiem drugoligowego klubu Vicenza Calcio, który za połowę jego karty zawodniczej zapłacił 400 tysięcy euro. Tam regularnie pojawiał się na boiskach, jednak niemal wyłącznie jako rezerwowy, a po upływie pół roku udał się na wypożyczenie do ekipy AS Varese 1910, w którego barwach, również w roli rezerwowego i bez większych sukcesów grał przez sześć miesięcy. W czerwcu 2011 Udinese oddało Vicenzy drugą połowę jego karty za darmo, zaś w styczniu 2012 zawodnik powrócił do ojczyzny, na zasadzie wypożyczenia zasilając grającą w lidze stanowej drużynę Grêmio Catanduvense z siedzibą w Catanduvie. Jej barwy reprezentował przez pół roku bez poważniejszych osiągnięć, po czym został wypożyczony do brazylijskiego drugoligowca Guaratinguetá Futebol. Tam również występował przez sześć miesięcy, będąc jednak tym razem kluczowym graczem swojego zespołu i jego najlepszym strzelcem.
W styczniu 2013 Alemão powrócił do Brazylii na stałe, podpisując umowę z klubem AA Ponte Preta z miasta Campinas. Jeszcze w tym samym roku triumfował z nim w podrzędnych rozgrywkach ligi stanowej nieobejmującej klubów z São Paulo – Campeonato Paulista do Interior, a kilka tygodni później za kadencji szkoleniowca Guto Ferreiry zadebiutował w Campeonato Brasileiro Série A, 26 maja 2013 w przegranym 0:2 spotkaniu z São Paulo. Już w sierpniu 2013, nie mogąc wywalczyć sobie miejsca w wyjściowym składzie, został jednak wypożyczony na pół roku do ekipy EC Vitória z siedzibą w Salvadorze, w której barwach z kolei strzelił swojego premierowego gola w lidze brazylijskiej, 18 września tego samego roku w wygranej 2:1 konfrontacji z CR Vasco da Gama. Pod jego nieobecność Ponte Preta spadła natomiast do drugiej ligi. On sam w kwietniu 2014 udał się na wypożyczenie do pierwszoligowego Associação Chapecoense de Futebol, gdzie grał przez cztery miesiące, a w tym samym roku zanotował również inny czteromiesięczny epizod na wypożyczeniu w drugoligowej drużynie Associação Portuguesa de Desportos z São Paulo, z którą na koniec sezonu 2014 spadł do trzeciej ligi brazylijskiej.
Wiosną 2015 Alemão na zasadzie wypożyczenia przeniósł się do meksykańskiego klubu Cruz Azul ze stołecznego miasta Meksyk. W tamtejszej Liga MX zadebiutował 17 stycznia 2015 w wygranym 1:0 meczu z Santos Laguną, zdobywając również wówczas pierwszego gola dla nowej ekipy.
| Sezon     | Klub                               | Kraj     | Rozgrywki | Mecze | Bramki |
| --------- | ---------------------------------- | -------- | --------- | ----- | ------ |
| 2008      | Santos FC                          | Brazylia | Série A   | 0     | 0      |
| 2009/2010 | Udinese Calcio                     | Włochy   | Serie A   | 0     | 0      |
| 2010/2011 | Vicenza Calcio                     | Włochy   | Serie B   | 15    | 2      |
| 2010/2011 | AS Varese 1910                     | Włochy   | Serie B   | 7     | 1      |
| 2011/2012 | Vicenza Calcio                     | Włochy   | Serie B   | 6     | 0      |
| 2012      | Guaratinguetá Futebol              | Brazylia | Série B   | 25    | 14     |
| 2013      | AA Ponte Preta                     | Brazylia | Série A   | 6     | 0      |
| 2013      | EC Vitória                         | Brazylia | Série A   | 9     | 1      |
| 2014      | Associação Chapecoense de Futebol  | Brazylia | Série A   | 4     | 1      |
| 2014      | Associação Portuguesa de Desportos | Brazylia | Série B   | 8     | 1      |
| 2014/2015 | Cruz Azul                          | Meksyk   | Liga MX   |       |        |